# كارين لي
كارين لي هي صانعة أفلام كندية، ولدت في 21 نوفمبر 1960 في فانكوفر في كندا.

## وصلات خارجية
- كارين لي على موقع IMDb (الإنجليزية)